# Subsecretaría de Prevención del Delito de Chile
La Subsecretaría de Prevención del Delito (SPD) es una subsecretaría de Estado chilena dependiente del Ministerio de Seguridad Pública que es responsable de la elaboración, coordinación, ejecución, y evaluación de las políticas públicas, destinadas a prevenir la delincuencia; además de rehabilitar y reinsertar socialmente a los infractores de las leyes chilenas. Desde el 6 de noviembre de 2024, se desempeña como subsecretaria Carolina Leitao, designada bajo el gobierno de Gabriel Boric.

## Historia
Fue creada durante el primer gobierno de Sebastián Piñera, el 1 de septiembre de 2011 —siendo sucesora de la División de Seguridad Pública—, mediante a la ley 20.502 que reformó el entonces Ministerio del Interior, renombrándolo como Ministerio del Interior y Seguridad Pública.
El 27 de enero de 2025 fue promulgada la Ley N° 21.730, por el presidente Gabriel Boric, la cual crea el nuevo Ministerio de Seguridad Pública el cual se encargará de formular, diseñar y evaluar las políticas y estrategias nacionales tendientes a prevenir y combatir el crimen organizado nacional y transnacional, el narcotráfico y los actos terroristas. Para lo anterior, la nueva institución deberá coordinar y promover el trabajo conjunto con la Agencia Nacional de Inteligencia, las Fuerzas de Orden y Seguridad Pública y los demás organismos competentes en la materia. Además, el Ministerio de Seguridad Pública deberá proponer al Presidente de la República iniciativas legales, reglamentarias y administrativas en las materias de su competencia, además de evaluar su aplicación. Debido a esto, la Subsecretaría de Prevención del Delito pasó a formar parte de este nuevo ministerio, dejando de esta manera de depender del Ministerio del Interior a contar del 1 de abril de 2025.

## Organización
La SPD está compuesta por los 'Coordinadores Regionales de Seguridad Pública', que tienen como misión gestionar el desarrollo de las políticas públicas de seguridad del gobierno del presidente de la República, representar en cada una de las 16 regiones al subsecretario, así como fomentar la coordinación entre la intendencia regional, los municipios, la comunidad, las policías y otras autoridades presentes en los territorios.

## Programas e iniciativas de la SPD

### Sistema Nacional de Seguridad Municipal
Creado en 2023, bajo la presidencia de Gabriel Boric y la administración del subsecretario Eduardo Vergara, este programa busca entregar recursos a todos los municipios del país para el desarrollo de proyectos de seguridad pública y prevención, sin la necesidad de que tengan que postular o concursar para recibirlos. 
Hasta el año 2024, 344 comunas han sido beneficiadas con una inversión de $15 mil millones de pesos.

### Denuncia Seguro
Consiste en un canal que permite entregar información sobre delitos de manera anónima, ya sea por vía telefónica o por vía web.
Durante esta administración se simplificó el número de este programa del 600 400 0101 al *4242, lo que permitió aumentar las denuncias en un 20% durante 2023.
Desde su creación, este programa ha recibido más de 100 mil reportes por delitos, 85% de los cuales corresponden a tráfico o microtráfico de drogas, por lo que se ha convertido en una importante herramienta para las labores que realiza la Policía de Investigaciones de Chile.

### Programa Lazos
Lazos es un programa para la prevención de conductas de riesgo en niños, niñas y adolescentes de entre 10 y 17 años. Para lograr este objetivo, cuenta con componentes especializados que se adaptar a los distintos niveles de riesgo y a las necesidades de cada familia.
Desde 2022 se ha ampliado la cobertura del Programa Lazos, pasando de 50 a más de 70 comunas de Chile.

### Centro para la prevención de homicidios y delitos violentos
Creado bajo la administración de Eduardo Vergara, este centro tiene como objetivo generar una cifra unificada sobre la cantidad de homicidios consumados que ocurren en el país, a partir de las estadísticas entregadas por Carabineros de Chile, la Policía de Investigaciones y el Ministerio Público. Además, busca diseñar, coordinar e implementar políticas públicas para mejorar la prevención de este delito en el país.

### Somos Barrio y Somos Barrio Comercial
Implementado en 2022, Somos Barrio busca mejorar la prevención en sectores del país que han sido priorizados por el Gobierno por su alta vulnerabilidad sociodelictual. Para ello, “apunta a disminuir los niveles de victimización, las condiciones de violencia y la percepción de inseguridad”.
En el mismo sentido, Somos Barrio Comercial tiene por finalidad fortalecer la seguridad en sectores con alta concentración de comercio y servicios, para lo que contempla planes de colaboración tanto con instituciones públicas como privadas.

### Programa Apoyo a Víctimas
El Programa Apoyo a Víctimas otorga atención psicológica, social y jurídica gratuita a personas que han sido víctimas de delitos violentos, así como a sus familiares.  Actualmente, cuenta con más de 50 centros de atención a nivel nacional.

## Subsecretarios
| Retrato                                                                      | Subsecretario/a                   | Partido | Inicio                  | Final                  | Presidente        |
| ---------------------------------------------------------------------------- | --------------------------------- | ------- | ----------------------- | ---------------------- | ----------------- |
| Bajo dependencia del Ministerio del Interior y Seguridad Pública (2011-2025) |                                   |         |                         |                        |                   |
|                                                                              | Juan Cristóbal Lira Ibáñez        | Ind.    | 1 de septiembre de 2011 | 11 de marzo de 2014    | Sebastián Piñera  |
|                                                                              | Antonio Frey Valdés               | PPD     | 11 de marzo de 2014     | 26 de octubre de 2016  | Michelle Bachelet |
|                                                                              | Óscar Carrasco Carrasco           | PPD     | 14 de diciembre de 2016 | 11 de marzo de 2018    | Michelle Bachelet |
|                                                                              | Katherine Martorell Awad          | RN      | 11 de marzo de 2018     | 17 de agosto de 2021   | Sebastián Piñera  |
|                                                                              | María José Gómez García           | Ind.    | 18 de agosto de 2021    | 11 de marzo de 2022    | Sebastián Piñera  |
|                                                                              | Eduardo Vergara Bolbarán          | PPD     | 11 de marzo de 2022     | 6 de noviembre de 2024 | Gabriel Boric     |
|                                                                              | Carolina Leitao Álvarez-Salamanca | Ind.    | 6 de noviembre de 2024  | 1 de abril de 2025     | Gabriel Boric     |
| Bajo dependencia del Ministerio de Seguridad Pública (2025-presente)         |                                   |         |                         |                        |                   |
|                                                                              | Carolina Leitao Álvarez-Salamanca | Ind.    | 1 de abril de 2025      | en el cargo            | Gabriel Boric     |

### Programas
- Sitio web del Sistema Nacional de Seguridad Municipal (SNSM)
- Sitio web de Apoyo a Víctimas (APV)
- Sitio web «Denuncia Seguro»

### Redes sociales
- Subsecretaría de Prevención del Delito de Chile en Facebook
- Subsecretaría de Prevención del Delito de Chile en Instagram
- Subsecretaría de Prevención del Delito de Chile en X (antes Twitter)
- Subsecretaría de Prevención del Delito de Chile en YouTube

- Datos: Q16636421